# تایسون ۱۳۱۲۳
سیارک ۱۳۱۲۳ (به انگلیسی: 13123 Tyson، نامگذاری:1994KA) سیزده هزار و صد و بیست و سومین سیارک کشف شده‌است که در ۱۶ مه ۱۹۹۴ کشف شد. این سیارک به نام نیل دگرس تایسون، اخترفیزیکدان و رئیس افلاک‌نمای هایدن نیویورک نام‌گذاری شده‌است.
قدر مطلق سیارک برابر ۱۲٫۴۰ است.